# Shida Bazyar

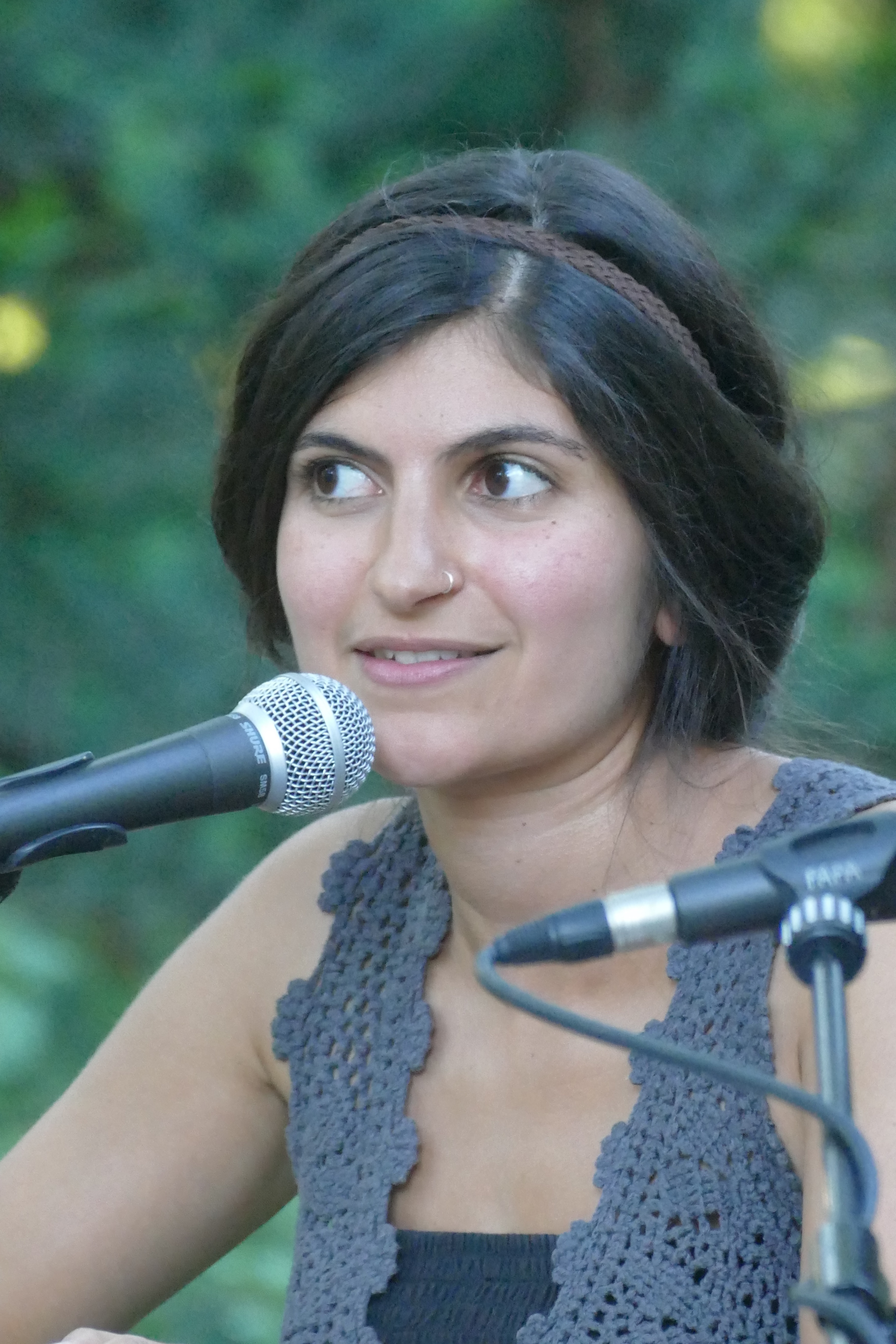
Shida Bazyar (2016)

Shida Bazyar (* 1988 in Hermeskeil) ist eine deutsche Schriftstellerin.

## Leben und Wirken
Shida Bazyars Eltern waren politische Aktivisten und flohen 1987 auf Grund der Auswirkung der Islamischen Revolution aus dem Iran. Shida Bazyar wurde in Rheinland-Pfalz geboren. 
Sie studierte Kreatives Schreiben und Kulturjournalismus in Hildesheim und zog anschließend nach Berlin, wo sie halbtags als Bildungsreferentin für junge Menschen tätig war, die einen Freiwilligendienst in Brandenburg machten, und die restliche Zeit als Autorin verbrachte. Zunächst veröffentlichte sie Kurzgeschichten in Zeitschriften und Anthologien. Im Rahmen der Klagenfurter Tage der Deutschsprachigen Literatur war sie 2012 Stipendiatin im Literaturkurs. Von der Heinrich-Böll-Stiftung erhielt sie ein Studienstipendium. Inzwischen widmet sie sich ausschließlich dem Schreiben. Sie ist Gründungsmitglied des PEN Berlin.
Im Frühjahr 2016 wurde ihr beachteter und von der Kritik positiv aufgenommener Debütroman Nachts ist es leise in Teheran im Verlag Kiepenheuer & Witsch veröffentlicht. Das Werk wurde mit mehreren Preisen ausgezeichnet, unter anderem mit dem Ulla-Hahn-Autorenpreis und dem Uwe-Johnson-Förderpreis.  Mithu Sanyal bezeichnete in ihrer Laudatio zum Uwe-Johnson-Förderpreis das Romandebüt als ein „ungemein wichtiges Buch“ und als eine „Einübung in Empathie“. „Denn der Roman erzählt nicht nur von Flucht und dem Verlust von Heimat, sondern auch von Wurzellosigkeit in beiden Kulturen – und davon, dass dieses schwierige Verhältnis zu Wurzeln ebenfalls eine Heimat sein kann. […] Es sind deutsche Geschichten, obwohl das Buch im Iran beginnt, obwohl im Titel Teheran steht und obwohl – nein gerade weil – die Hauptfiguren darin nicht weiß sind.“ Bazyar betont, dass Nachts ist es leise in Teheran zwar autobiografische Züge habe, aber keinesfalls eine Familienbiografie sei.
In verschiedenen, 2017 entstandenen, Texten setzte sie sich mit Rassismus- und Sexismuserfahrungen auseinander. So schrieb sie etwa im Februar 2017 für die Zeitung Die Welt über den sogenannten Muslim Ban (das Einreiseverbot in die USA) und verfasste im Sommer den Text Bastelstunde in Hildesheim oder Warum ich in Hildesheim lernte dass der eine -ismus mich davon abhält über den anderen zu reden, der im Merkur veröffentlicht wurde.
Nachts ist es leise in Teheran wurde 2017 beim Lesefestival Stuttgart liest ein Buch gelesen und in Veranstaltungen besprochen.
Bazyars zweiter Roman Drei Kameradinnen erschien im Frühjahr 2021 und war unter anderem auf der Longlist zum Deutschen Buchpreis nominiert. 

## Auszeichnungen
- 2016: Kulturförderpreis der Evangelisch-Lutherischen Landeskirche Hannover, für Nachts ist es leise in Teheran
- 2016: Ulla-Hahn-Autorenpreis, für dasselbe Werk
- 2016: Das Debüt: Bloggerpreis-fuer-literatur, für dasselbe Werk
- 2017: Uwe-Johnson-Förderpreis, für dasselbe Werk
- 2019: Nominiert für den dreisprachigen Euregio-Schüler-Literaturpreis 2019, für dasselbe Werk
- 2021: Longlist zum Deutschen Buchpreis mit Drei Kameradinnen
- 2023: Ernst-Toller-Preis[8]

## Werke
- Nachts ist es leise in Teheran. Roman. Kiepenheuer & Witsch, Köln 2016, ISBN 978-3-462-04891-9.
  - [englische Übersetzung] Ruth Martin: The Nights are Quiet in Tehran. Scribe Us 2025. ISBN 9781917189095.
- Drei Kameradinnen. Roman. Kiepenheuer & Witsch, Köln, 2021, ISBN 978-3-462-05276-3.